# Гергана Гунчева
Гергана Гунчева е българска манекенка, Мис България Свят 2004.

## Биография
Родена е на 26 февруари 1987 г. в София. Баща ѝ Стоян Гунчев е бивш национален състезател по волейбол, а майка ѝ – бивша състезателка по художествена гимнастика. Гергана учи в Националната гимназия по полиграфия и фотография. Сред предишните ѝ призове са Лице на Българския моден канал и „Мис Пантен перфект“. Тя е и един от най-атрактивните модели на агенция „Визаж модел груп“. На конкурса за Мис България 2004 се налага сред 36 кандидатки. Съпруга на спортния журналист Петър Бакърджиев, с когото имат две деца – Самуил и Максим. Спортна журналистка в телевизиите МСАТ (2010), ТВ+, ТВ7 и Нова телевизия.